# Nimitz-klassen
Nimitz-klassen er betegnelsen for USAs største hangarskibsklasse og efterfølgeren til Kitty Hawk-klassen, som var de sidste oliedrevne hangarskibe i den amerikanske flåde. USS Enterprise (CVN-65) var det første atomdrevne hangarskib, men det har otte reaktorer designet til ubåde. Nimitz har to kraftigere reaktorer skræddersyet til hangarskibe. 
Klassens første skib USS Nimitz (CVN-68) er opkaldt efter flådeadmiral Chester W. Nimitz, øverstkommanderende for de amerikanske flådestyrker i Stillehavet under 2. verdenskrig og blev taget i brug i 1975. Der findes 10 skibe i klassen, og det tiende og sidste USS George H. W. Bush (CVN-77)) blev sat i tjeneste i 2009. Hvert skib har en besætning på 5.680 mand (flere end Søværnets ansatte) inklusiv flypersonel og kan operere med op til 90 fly (flere end Flyvevåbnets kampfly).
De fleste af USA's hangarskibe opererer med jagerfly af typen Boeing F/A-18-A/B/C/D Hornet og den forbedrede F/A-18E/F Super Hornet. Tidligere blev også Grumman F-14 Tomcat brugt til luftforsvar, men blev udskiftet med Super Hornets. USS George Washington var det sidste skib i US Navy som opererede med denne flytype.
Skibene i Nimitz-klasen vil blive afløst af nye hangarskibe i Gerald R. Ford-klassen i løbet af 2020'erne. 

## Opgaver
- Hvert skib er på togt i tre måneder ad gangen.
- På grund af kernereaktorerne er skibenes rækkevidde i praksis ubegrænset. Skibene forventes at få udskiftet atombrændsel en enkelt gang i deres levetid.

## Fartøjer i Nimitz-klassen
| Pnt.   | Navn                 | Opkaldt efter                            | Kølen lagt        | Søsat             | Indgået           | Navngivet af            | Skæbne     | Kaldesignal |
| ------ | -------------------- | ---------------------------------------- | ----------------- | ----------------- | ----------------- | ----------------------- | ---------- | ----------- |
| CVN-68 | Nimitz               | Admiral, 1885-1966                       | 22. juni 1968     | 13. maj 1972      | 3. maj 1973       | Catherine Nimitz Lay    | I tjeneste | NMTZ        |
| CVN-69 | Dwight D. Eisenhower | Amerikansk præsident, 1953-61            | 15. august 1970   | 11. oktober 1975  | 18. oktober 1977  | Mamie Doud-Eisenhower   | I tjeneste | NIKE        |
| CVN-70 | Carl Vinson          | Medlem af Repræsentanternes Hus, 1914-65 | 11. oktober 1975  | 15. marts 1980    | 13. marts 1982    | Molly Snead             | I tjeneste | NCVV        |
| CVN-71 | Theodore Roosevelt   | Amerikansk præsident, 1901-09            | 31. oktober 1981  | 27. oktober 1984  | 25. oktober 1986  | Barbara Lehmann         | I tjeneste | NNTR        |
| CVN-72 | Abraham Lincoln      | Amerikansk præsident, 1861-65            | 3. november 1984  | 13. februar 1988  | 11. november 1989 | JoAnn K. Webb           | I tjeneste | NABE        |
| CVN-73 | George Washington    | Amerikansk præsident, 1789-97            | 25. august 1986   | 21. juli 1990     | 4. juli 1992      | Barbara Bush            | I tjeneste | NNGW        |
| CVN-74 | John C. Stennis      | Amerikansk senator, 1947-89              | 13. marts 1991    | 13. november 1993 | 9. december 1995  | Margaret Stennis-Womble | I tjeneste | NJCS        |
| CVN-75 | Harry S. Truman      | Amerikansk præsident, 1945-53            | 29. november 1993 | 7. september 1996 | 25. juli 1998     | Margaret Truman Daniel  | I tjeneste | NHST        |
| CVN-76 | Ronald Reagan        | Amerikansk præsident, 1981-89            | 12. februar 1998  | 4. marts 2001     | 12. juli 2003     | Nancy Reagan            | I tjeneste | NRGN        |
| CVN-77 | George H. W. Bush    | Amerikansk præsident, 1989-93            | 6. september 2003 | 7. oktober 2006   | 10. januar 2009   | Dorothy Bush Koch       | I tjeneste | NGHW        |